# Управа за дуван (Србија)
Управа за дуван је орган управе у саставу Министарство финансија. Управа за дуван је Законом о дувану из 2005. године, а наставила је пословање Агенције за дуван формиране 2003. године.

## Надлежности и послови
Управа обавља следеће послове:
- утврђује испуњеност услова и издаје дозволе за производњу, обраду, прераду, увоз и извоз дувана, обрађеног дувана, односно прерађеног дувана
- утврђује испуњеност услова и издаје дозволе за промет (трговина на велико,  увоз и извоз) дуванских производа
- утврђује испуњеност услова и издаје дозволу за трговину на мало
- води регистре и евиденционе листе
- води евиденције у вези са производњом, обрадом, прерадом и прометом дувана, обрађеног дувана, односно прерађеног дувана, као и производњом и прометом дуванским производима
- сарађује са органима и организацијама надлежним за сузбијање нелегалног промета дувана, обрађеног дувана, прерађеног дувана и дуванских производа
- прати стање на тржишту у производњи, обради, преради и промету дувана, обрађеног дувана, прерађеног дувана и дуванских производа
- стара се о спровођењу поступка јавног тендера за издавање дозволе за обављање делатности производње дуванских производа и припрема предлог акта којим се издаје та дозвола, утврђује испуњеност услова за обнављање и одузимање дозволе за производњу дуванских производа и припрема предлог акта којим се та дозвола обнавља, односно одузима
- стара се о објављивању решења о упису у регистре који се воде у складу са овим законом и издаје доказ о томе да је произвођач дуванских производа, односно увозник дуванских производа пријавио Управи малопродајне цене дуванских производа
- учествује у припреми нацрта измена и допуна Закона о дувану и мишљења о примени Закона о дувану
- учествује у припреми подзаконских аката за спровођење одредаба Закона о дувану из надлежности министарства надлежног за послове финансија
- обавља и друге послове у складу са Законом о дувану

Обављањем послова из надлежности и пружањем неопходне логистичке подршке Управа за дуван учествује у раду надлежних контролних органа са:
- Тржишна инспекција
- Фитосанитарна инспекција
- Пољопривредна инспекција
- Пореска управа
- Управа царина
- МУП
- надлежних судова

## Регистри и евиденционе листе
Регистри који води Управа за дуван у складу са законом су:
- Регистар произвођача дувана
- Регистар обрађивача дувана
- Регистар прерађивача дувана
- Регистар произвођача дуванских производа
- Регистар трговаца на велико дуванским производима
- Регистар увозника дувана, обрађеног дувана, прерађеног дувана, односно дуванских производа
- Регистар извозника дувана, обрађеног дувана, прерађеног дувана, односно дуванских производа
- Регистар привредних субјеката који обављају промет дуванских производа по посебном поступку
- Регистар о маркама дуванских производа
- Регистар произвођача сродних производа
- Регистар увозника сродних производа

У регистре уписују се: пословно име, односно назив субјекта уписа, седиште, делатност, матични број, порески идентификациони број и други подаци од значаја за пословање субјекта уписа.
Евиденционе листе које воде Управа за дуван у складу са законом су:
- Евиденциона листа о физичким лицима – произвођачима дувана (име и презиме и адреса физичког лица, пословно име, односно назив субјекта уписа, седиште, делатност, матични број, порески идентификациони број, ЈМБГ, врста дуванског производа, назив робне марке дуванског производа и други подаци од значаја за пословање субјекта уписа)
- Евиденциона листа о трговцима на мало
- Евиденциона листа о маркама дуванских производа чији се промет обавља по посебном поступку

## Организација
Управа за дуван је организована на:
- Одељење за управно-правне и нормативне послове
  - Одсек за управно-правне послове
  - Група за правне и кадровске послове
- Одсек за аналитичке за аналитичке и евиденционе послове
  - Група за аналитичке и евиденционе послове производње, обраде и прераде дувана
  - Група за аналитичке и евиденционе послове производње и промета дуванских производа
- Одељење за информационо-комуникационе и опште послове
- Одсек за финансијско-материјалне послове

## Статистика
По Управи за дуван, на тржишту дувана, дуванских и сродних производа Републике Србије послују:
- 4 фабрике дуванских производа
- 16 трговаца на велико/дистрибутера
- 19.873 трговаца на мало
- 22 увозника и 18 извозника
- 9 произвођача дувана—организатора производње
- 704 физичких лица-произвођача дувана/коопераната
- 3 обрађивача дувана
- 5 прерађивача дувана
- 9 привредних субјеката који обављају промет дуванских производа по посебном поступку
- 4 произвођача сродних производа
- 26 увозника сродних производа